# Final da Liga dos Campeões da UEFA de 1992–93
A Final da Liga dos Campeões da UEFA de 1992-93 foi uma partida de futebol entre o Marselha de França e o Milan de Itália, disputada em 26 de Maio de 1993 no Olympiastadion, em Munique.
Na final, que se seguiu depois da segunda fase de grupos da história da Liga dos Campeões, o defesa do Marselha, nascido na Costa do Marfim, Basile Boli, marcou o único golo do encontro aos 43 minutos com um cabeceamento que deu ao Marselha o primeiro título europeu. Foi a primeira vez que uma equipa Francesa conquistou a Taça dos Campeões Europeus. Nenhuma equipa Francesa - para além do AS Mónaco do Mónaco, que jogava na liga francesa e, mais recentemente, o Paris Saint-Germain na edição 2019-20 do torneio - chegou á final, e muito menos ganhou o troféu.
O Marselha e o presidente do clube, Bernard Tapie, seriam mais tarde envolvidos em um escândalo de manipulação de resultados durante a temporada de 1992-93 (na qual o Marselha supostamente pagou ao Valenciennes para perder uma partida), que os levou a ser despromovidos para a 2ª Divisão e banidos da participação no futebol Europeu na temporada seguinte. Como o escândalo afetou apenas os jogos da liga Francesa, o estatuto do Marselha como Campeão Europeu de 1993 não foi afetado.
A primeira final da Liga dos Campeões acabou sendo o último jogo do atacante holandês Marco van Basten, altamente talentoso, mas afetado por lesões, que tinha 28 anos na época; tendo sido substituído aos 86 minutos devido à fadiga e à mais uma lesão no tornozelo, ele passaria os próximos dois anos em recuperação antes de finalmente anunciar a sua retirada em agosto de 1995.

## Equipas
| Equipa   | Aparições em finais anteriores (negrito indica vencedores) |
| -------- | ---------------------------------------------------------- |
| Marselha | 1 (1991)                                                   |
| Milan    | 5 (1958, 1963, 1969, 1989, 1990)                           |

## Caminho para a final
| Equipe          | J | V | E | D | GP | GC | SG  | Pts |
| --------------- | - | - | - | - | -- | -- | --- | --- |
| Marselha        | 6 | 3 | 3 | 0 | 14 | 4  | +10 | 9   |
| Rangers         | 6 | 2 | 4 | 0 | 7  | 5  | +2  | 8   |
| Club Brugge     | 6 | 2 | 1 | 3 | 5  | 8  | −3  | 5   |
| CSKA de Moscovo | 6 | 0 | 2 | 4 | 2  | 11 | −9  | 2   |

| Equipe         | J | V | E | D | GP | GC | SG  | Pts |
| -------------- | - | - | - | - | -- | -- | --- | --- |
| Milan          | 6 | 6 | 0 | 0 | 11 | 1  | +10 | 12  |
| IFK Gotemburgo | 6 | 3 | 0 | 3 | 7  | 8  | −1  | 6   |
| Porto          | 6 | 2 | 1 | 3 | 5  | 5  | 0   | 5   |
| PSV            | 6 | 0 | 1 | 5 | 4  | 13 | −9  | 1   |

## Detalhes
| 26 de Maio de 1993 | Olympique de Marseille | 1 - 0 | Milan | Olympiastadion, Munique                     |
|                    | Basile Boli 44'        |       |       | Público: 64,400 Árbitro: Kurt Röthlisberger |

| Marseille | Milan |

| MARSEILLE:       |    |                        |                               |     |
|                  |    |                        |                               |     |
| G                | 1  | Fabien Barthez         | Penalizado com cartão amarelo |     |
| LD               | 2  | Jocelyn Angloma        |                               | 61' |
| Z                | 4  | Basile Boli            | Penalizado com cartão amarelo |     |
| Z                | 6  | Marcel Desailly        |                               |     |
| LE               | 3  | Éric Di Meco           | Penalizado com cartão amarelo |     |
| V                | 7  | Jean-Jacques Eydelie   |                               |     |
| V                | 11 | Didier Deschamps       |                               |     |
| M                | 5  | Franck Sauzée          |                               |     |
| M                | 10 | Abedi Pelé             |                               |     |
| A                | 8  | Alen Bokšić            |                               |     |
| A                | 9  | Rudi Völler            |                               | 78' |
| Reservas:        |    |                        |                               |     |
| G                | 16 | Pascal Olmeta          |                               |     |
| LD               | 13 | Bernard Casoni         |                               |     |
| V                | 14 | Jean-Philippe Durand   |                               | 61' |
| M                | 15 | Jean-Marc Ferreri      |                               |     |
| A                | 12 | Jean-Christophe Thomas |                               | 78' |
| Técnico:         |    |                        |                               |     |
| Raymond Goethals |    |                        |                               |     |

| MILAN:        |    |                       |                               |     |
|               |    |                       |                               |     |
| G             | 1  | Sebastiano Rossi      |                               |     |
| LD            | 2  | Mauro Tassotti        |                               |     |
| Z             | 5  | Alessandro Costacurta |                               |     |
| Z             | 6  | Franco Baresi         |                               |     |
| LE            | 3  | Paolo Maldini         |                               |     |
| V             | 4  | Demetrio Albertini    |                               |     |
| V             | 8  | Frank Rijkaard        |                               |     |
| M             | 7  | Gianluigi Lentini     | Penalizado com cartão amarelo |     |
| M             | 10 | Roberto Donadoni      |                               | 55' |
| M             | 11 | Daniele Massaro       |                               |     |
| A             | 9  | Marco van Basten      |                               | 86' |
| Reservas:     |    |                       |                               |     |
| G             | 12 | Carlo Cudicini        |                               |     |
| Z             | 13 | Stefano Nava          |                               |     |
| V             | 15 | Alberigo Evani        |                               |     |
| M             | 14 | Stefano Eranio        |                               | 86' |
| A             | 16 | Jean-Pierre Papin     |                               | 55' |
| Técnico:      |    |                       |                               |     |
| Fabio Capello |    |                       |                               |     |